# 伊河汤营大桥垮塌事故
伊河汤营大桥垮塌事故是2010年发生在中华人民共和国河南省洛阳市栾川县潭头镇汤营村的一起事故。
伊河汤营大桥长近200米，于2010年7月24日发生整体垮塌。事故最初報導為大雨引发的洪水衝擊橋身造成的，後來才被揭發是由於在石廟鎮的採礦公司的尾矿库溃坝，而礦庫的堤壩原來只靠竹蓆來鞏固，廢水混雜礦石礦渣，加上雨水一起衝破堤壩，衝擊橋身而使其垮塌。當時在橋上觀洪的死難者被泥石流連同大橋一起被沖走遇難。
截至7月27日20时中国中央电视台的数据，已经发现50人死亡。倒塌的桥面、裸露的桥墩未发现有钢筋。
当地官员纷纷表示“不知道”该桥是否存在质量问题，而副省长刘满仓则称这次垮塌是一场“特重大事故”，而且这起事故完全可以避免。整个降水过程造成洛阳市被冲毁桥梁34座。